# Queen's Club Championships 2008
I Queen's Club Championships 2008 sono stati un torneo di tennis giocato sull'erba. 
È stata la 115ª edizione dei Queen's Club Championships e faceva parte della categoria International Series nell'ambito dell'ATP Tour 2008.
Si è giocato al Queen's Club di Londra in Inghilterra, dal 9 al 15 giugno 2008.

## Campioni

### Singolare
Rafael Nadal ha battuto in finale  Novak Đoković con il punteggio di 7–6(6), 7–5

### Doppio
Daniel Nestor /  Nenad Zimonjić hanno battuto in finale  Marcelo Melo /  André Sá con il punteggio di 6–4, 7–6(3)